# Instituto Químico de Sarriá
El Instituto Químico de Sarriá (IQS; en catalán: Institut Químic de Sarrià), es una institución educativa que gestiona dos escuelas de la Universidad Ramon Llull:
IQS School of Engineering y IQS School of Management
En ambas escuelas imparte programas de grado y postgrado (tanto másteres como doctorados). También gestiona una sociedad, IQS TECH TRANSFER, a través de la que realiza investigación, innovación y transferencia de tecnología para las industrias y empresas; y una división IQS Executive que ofrece formación especializada a los profesionales y a las empresas. Todas ellas apoyadas por un importante grupo de empresas a través de la Fundación Empresas IQS.

## Historia
La creación de IQS se remonta al 15 de agosto de 1905, a manos del padre jesuita Eduardo Vitoria Miralles. Su sede inicial se situó en Roquetas, Tarragona, bajo el nombre de Laboratorio Químico del Ebro. En 1916, se trasladó a Sarriá, al lado del Colegio de San Ignacio, y de ahí adquiere su actual nombre.
En 1965 es reconocido por el Ministerio de Educación como centro no estatal de Enseñanza Técnica Superior. En 1984 deja de ser un Centro dependiente jurídicamente de la Compañía de Jesús y pasa a ser una fundación, regida por un patronato. El 1 de marzo de 1990 crea, junto a otras instituciones, la Universidad Ramon Llull (URL), primera universidad privada de Cataluña, que es aprobada el 10 de mayo de 1991 por el Parlamento de Cataluña, a la que aporta dos escuelas, la  IQS School of Engineering y la IQS School of Management, entonces denominada Facultad de Economía (ADE).
En 2005, el año de su centenario, recibió la Medalla de Oro del Ayuntamiento de Barcelona y la Cruz de Sant Jordi, distinción de la Generalidad de Cataluña, en reconocimiento de su labor docente e investigadora. En 2010 se inician las obras de construcción del nuevo edificio de IQS School of Management, oficialmente inaugurado el 12 de diciembre de 2012 por el entonces Príncipe de Asturias y de Gerona.
En septiembre de 2013 empieza a impartirse un nuevo grado en Biotecnología a través de IQS School of Engineering.

## Instalaciones
IQS dispone de una superficie total de 16.649 m² a la que se les han sumado los 5600 m² del nuevo edificio de IQS School of Management inaugurado en diciembre de 2012.
IQS consta de un edificio principal, sede de la IQS School of Engineering, un edificio destinado a talleres y laboratorios a escala piloto de una planta industrial, con una instalación anexa de planta piloto y semi industrial de Química Fina y un edificio destinado a Laboratorio de Análisis Medioambientales. En el edificio principal se encuentran espacios singulares como las aulas equipadas con medios audiovisuales, los talleres y laboratorios de docencia donde el alumno tiene asignada una plaza de uso individual, los laboratorios de investigación que utilizan los alumnos para desarrollar la parte experimental de su trabajo final de carrera o su tesis doctoral, los laboratorios destinados a realizar servicios a la industria, la biblioteca (Centro de Documentación Multimedia Ernest Solvay), las salas multimedia para la celebración de conferencias, equipadas con servicio de videoconferencia, así como las áreas de los servicios de Administración y Secretaría Académica y el área del servicio de bar y restauración.
Cuenta también con el edificio de Bioingeniería inaugurado en diciembre de 2007. Y con la sede de la IQS School of Management, inaugurada en el curso 2012-2013. Un edificio de 10 plantas con una superficie total construida de 10.800 m², de los cuales 5600 m² se destinan a uso docente. El edificio cuenta con un piso superior destinado a IQS Executive con 10 aulas; 15 aulas, algunas modulables, con un total de 1000 plazas; 43 despachos, salas de reuniones y archivos para profesores y personal administrativo; 1 laboratorio de 350 m² destinados al Laboratorio SEAT y de Mecánica en general, para los estudios de Ingeniería Industrial, en la planta -1; una sala de estudio-biblioteca de 140 plazas, con entrada independiente (abierta los fines de semana); un auditorio para 191 personas y 175 plazas para coches y 14 plazas para motocicletas de aparcamiento distribuidas en 3 plantas subterráneas.

### IQS School of Engineering
IQS School of Engineering ofrece estudios en el área de la química, ingeniería química, ingeniería industrial, biotecnología, y bioingeniería.
Tiene firmados acuerdos de colaboración con diferentes empresas, así como convenios con varias universidades de prestigio como el MIT (Massachusetts Institute of Technology).
Tiene la acreditación de Accreditation Board for Engineering and Technology (ABET) en la titulación de Ingeniería Química e Ingeniería Industrial.[cita requerida]

### IQS School of Management
IQS School of Management ofrece estudios en el área de administración y dirección de empresas.
Todos los estudios de IQS School of Management están acreditados por la Association to Advance Collegiate Schools of Business (AACSB).[cita requerida]